# Янукович Людмила Олександрівна
Людмила Олександрівна Януко́вич (Настенко; нар. 9 жовтня 1949, Єнакієве, Українська РСР, СРСР) — колишня дружина, колишнього президента України Віктора Януковича.

## Життєпис
Народилася 9 жовтня 1949 року в Єнакієвому. Мати працювала юристом, а батько — робітником на цементному заводі.
Закінчила Макіївський інженерно-будівельний інститут, інженер-будівельник.
З 1969 працювала на Єнакієвському металургійному комбінаті, в проектно-кошторисному бюро. Була спеціалістом тресту «Єнакієвметалургбуд».
З Віктором Януковичем Людмила Олександрівна познайомилася в грудні 1969, у 1972 вони одружилися[джерело?].
Очолювала благодійний фонд «Від серця до серця».
У травні 2010 першу леді України зарахували до членів клубу українських інтелектуалів і аристократів «Інтелігент».
До 2014 року проживала в Донецьку, після початку військових дій на сході України переїхала до окупованого Криму.

## Роль у житті чоловіка

Знаменитий виступ Людмили Янукович у Донецьку під час Помаранчевої революції

Дядько Людмили Янукович, Олександр Сажин очолював народний суд міста Єнакієвого. У 1973 р. постановою цього суду обидві судимості Віктора Януковича були зняті. На честь Олександра Сажина подружжя Януковичів свого першого сина назвали Олександром.
Під час Помаранчевої революції в Україні, в намаганні підтримати свого чоловіка, який брав участь у президентських перегонах, Людмила Янукович, проголошуючи промову на мітингу у Донецьку, оголосила, що апельсини, які люди їли на Майдані Незалежності, «наколоті» (очевидно невідомою речовиною) і цим, нібито, можна пояснити протести українських громадян на Майдані Незалежності. Цей виступ прославив її та став предметом численних кепкувань.
Коли Віктор Янукович посідав найвищі посади у державі, дружина Януковича не брала участь у офіційних заходах, навіть у випадках, коли цього вимагав офіційний міжнародний протокол.
У 2017 році в інтерв'ю німецькому виданню Der Spiegel Віктор Янукович повідомив, що розлучився з дружиною. Нині живе в окупованому Криму, має декілька продуктових магазинів.

## Родина
В шлюбі народилося два сини : Олександр (нар. 1973) — лікар-стоматолог за освітою, бізнесмен-мільярдер та Віктор (1981—2015) — Народний депутат України. Мають трьох онуків.

## Цікаві факти
Її згадали у американському мультсеріалі Сімпсони в 1 серії 23 сезону, де її ненавмисно вбив власний чоловік.

## Рейтинги
- У 2007 Людмила Янукович зайняла 34-те місце в рейтингу найвпливовіших жінок України по версії журналу «Фокус».
- У 2008 в цьому ж рейтингу у неї було 78-місце.
- У 2009 в рейтингу найвпливовіших жінок України, за версією журналу «Фокус» зайняла 56-те місце.
- У 2010 в цьому ж рейтингу піднялася відразу на 44 сходинки — 12-те місце.
- У 2011 опустилася на сім сходинок, зайнявши 19-те місце рейтингу.
- У 2012 втратила в рейтингу ще 22 позиції через непублічність — 41-ше місце в рейтингу найвпливовіших жінок України, за версією журналу «Фокус».

## Нагороди та відзнаки
- Орден святої великомучениці Єкатерини Української Православної церкви (Московського патріархату) (2010)[13]
- Орден святої рівноапостольної княгині Ольги УПЦ МП (2013)[14][15]
- Орден на честь ювілею Хрещення Київської Русі УПЦ МП (2013)[16]
- Грамота «За заслуги перед Українською Православною церквою» УПЦ МП (2013)[14][15]
- Почесна громадянка Єнакієвого[17]